# Cressy-Omencourt
Cressy-Omencourt är en kommun i departementet Somme i regionen Hauts-de-France i norra Frankrike. Kommunen ligger i kantonen Roye som tillhör arrondissementet Montdidier. År 2022 hade Cressy-Omencourt 126 invånare.

## Befolkningsutveckling
Antalet invånare i kommunen Cressy-Omencourt
| Referens: INSEE |